# Mysidella typica
Mysidella typica är en kräftdjursart som beskrevs av Georg Ossian Sars 1872. Mysidella typica ingår i släktet Mysidella och familjen Mysidae. Inga underarter finns listade i Catalogue of Life.